# Naturschutzgebiet Schwelge / Wolfsknapp

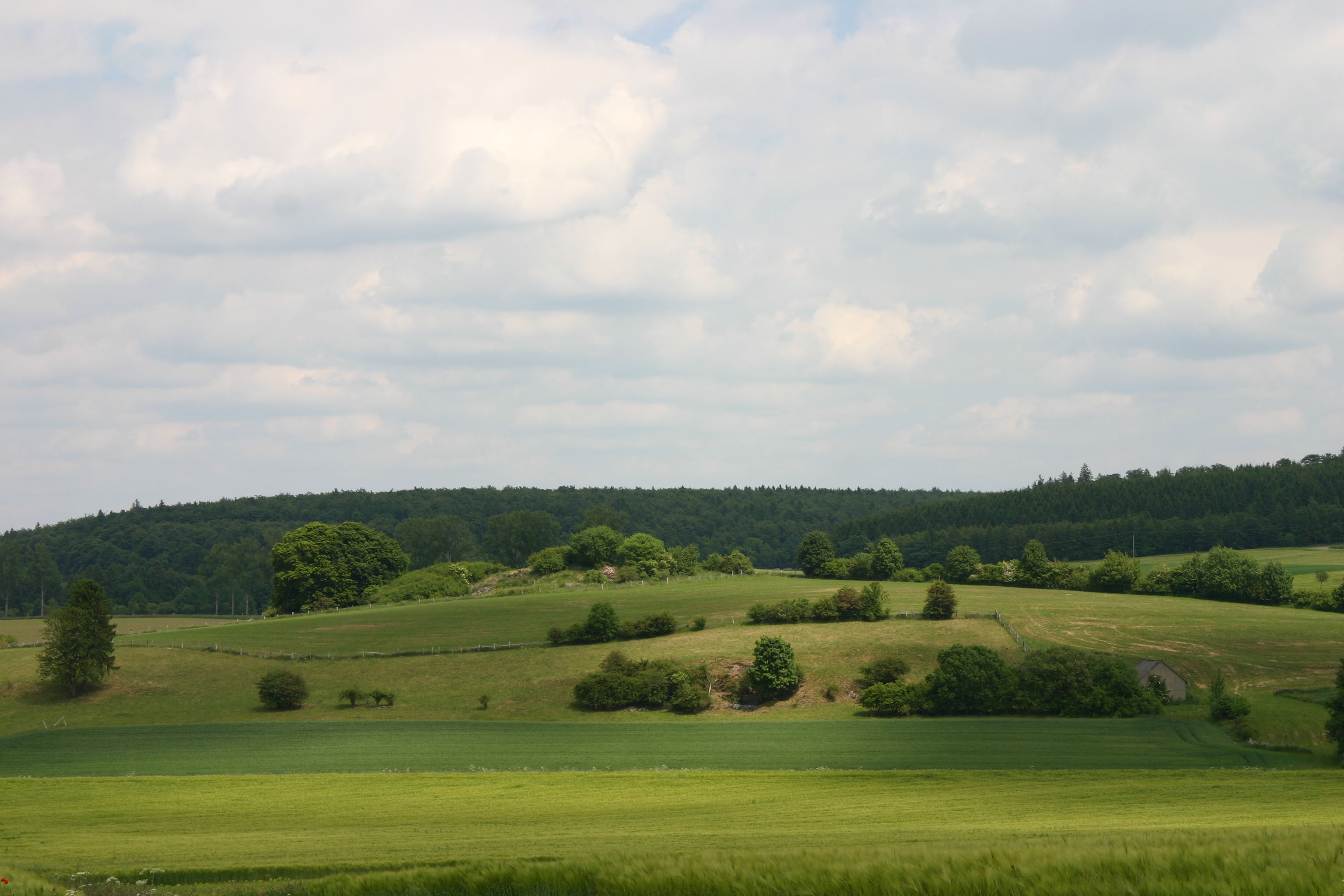
Bereich Wolfsknapp im Naturschutzgebiet Schwelge / Wolfsknapp

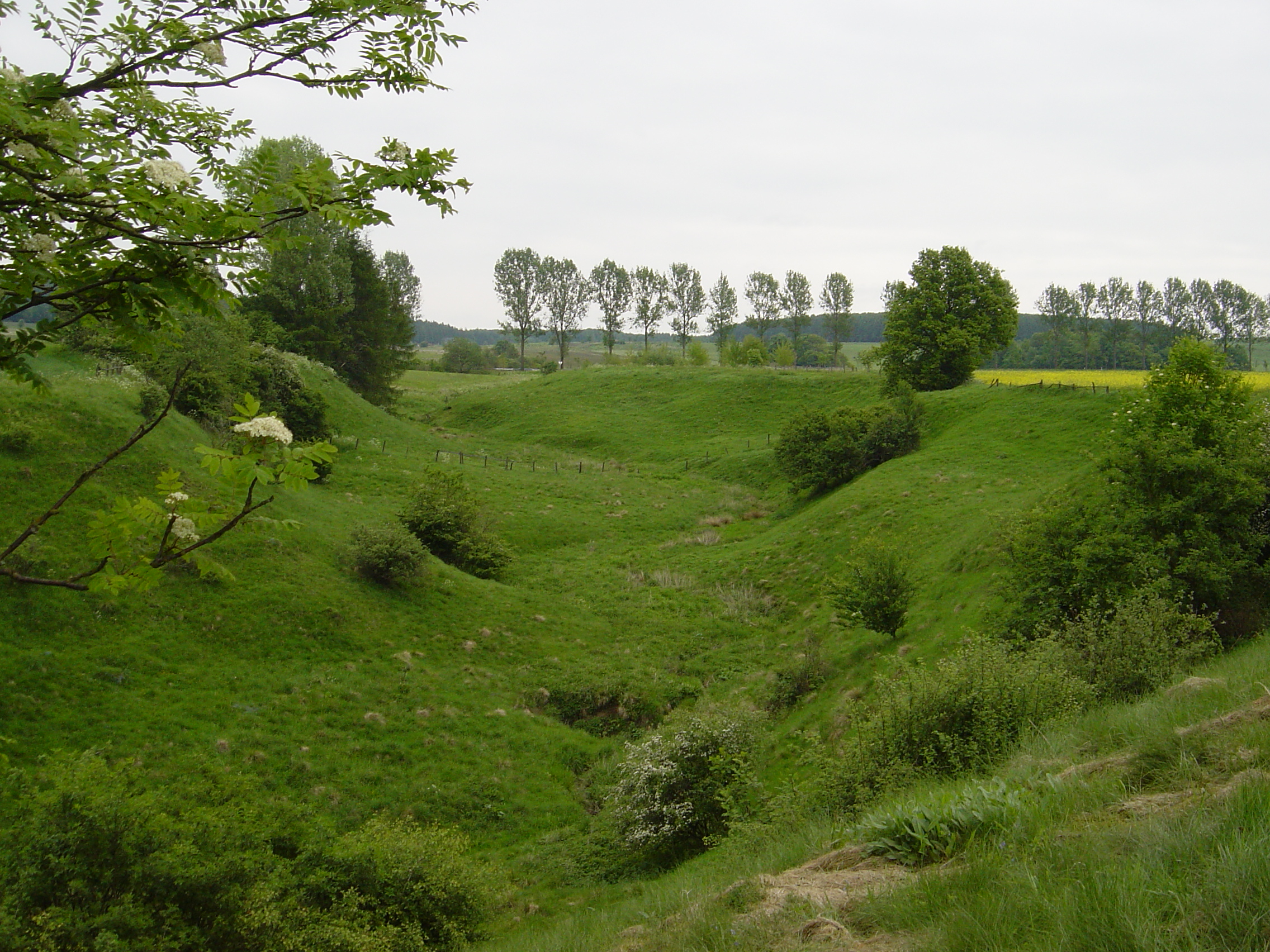
Östlicher Teilbereich der Schwelge

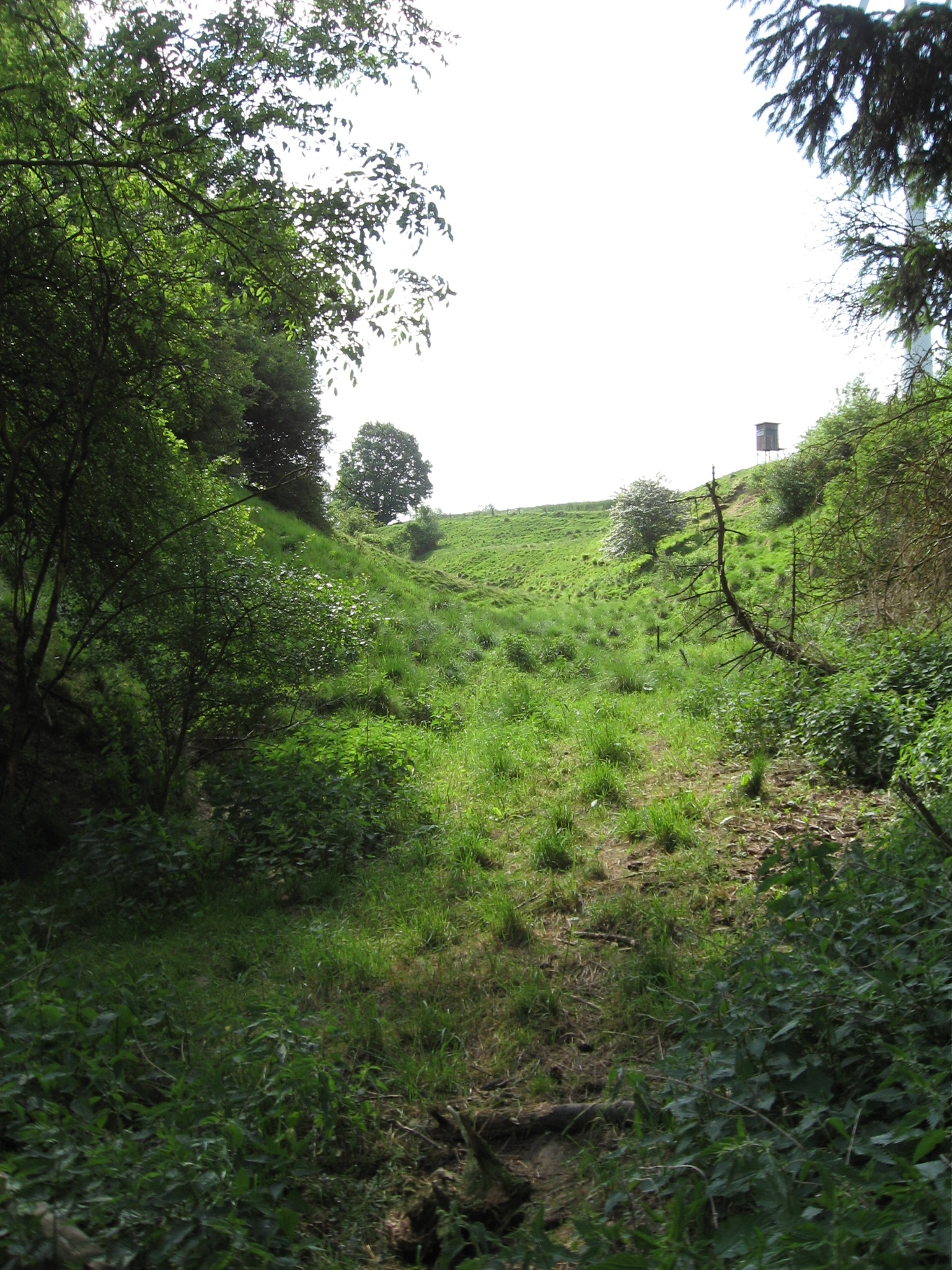
Teilbereich der Schwelge von Norden

Das Naturschutzgebiet Schwelge / Wolfsknapp mit einer Größe von 4,9 ha liegt südlich von Bleiwäsche im Stadtgebiet von Brilon. Das Gebiet wurde 2001 mit dem Landschaftsplan Hoppecketal durch den Hochsauerlandkreis als Naturschutzgebiet (NSG) ausgewiesen. Es ist umgeben vom Landschaftsschutzgebiet Fauler Bruch / Hemmeker Bruch. Das NSG gehört seit 2023 zum Vogelschutzgebiet Diemel- und Hoppecketal mit angrenzenden Wäldern.

## Gebietsbeschreibung
Das NSG liegt im Übergang vom wasserstauenden, karbonischen Schiefer in den devonischen Massenkalk des Briloner Kalkplateaus. Im Übergangsbereich versickert hier ein von Osten kommender namenloser Bach in einem großen Schwalgloch. Dieser Bach entspringt im Naturschutzgebiet Hemmeker Bruch und fließt dann durch das Landschaftsschutzgebiet Fauler Bruch / Hemmeker Bruch, um das Naturschutzgebiet Schwelge / Wolfsknapp zu erreichen. Die Böschungen des Schwalglochs sind teilweise bewaldet, teilweise in Weidenutzung oder aufgrund sehr oberflächennah anstehenden Gesteins vegetationslos. Im Nordteil des NSG gibt es bis zu 3 m hohe Felsen. Beim Grünland handelt es sich teilweise um Magerrasen. Die artenreiche Magerrasengesellschaft im NSG ist vegetationskundlich wertvoll.
An der Kopfseite des Schwalglochs wurden in der Vergangenheit immer wieder Verkippungen, insbesondere mit landwirtschaftlichen Abfällen, vorgenommen.
Im NSG kommen seltene Tier- und Pflanzenarten vor. Es wurden durch das Landesamt für Natur, Umwelt und Verbraucherschutz Nordrhein-Westfalen Pflanzenarten wie Acker-Kratzdistel, Acker-Witwenblume, Bachbunge, Breitblättriger Thymian, Dornige Hauhechel, Echtes Johanniskraut, Echtes Labkraut, Flatter-Binse, Gundermann, Kleiner Odermennig, Kleiner Wiesenknopf, Magerwiesen-Margerite, Mauerraute, Nickende Distel, Rasen-Schmiele, Rohr-Glanzgras, Rundblättrige Glockenblume, Skabiosen-Flockenblume, Spitzlappiger Frauenmantel, Sumpf-Vergissmeinnicht, Wasser-Minze,  Wiesen-Bärenklau, Wiesen-Glockenblume, Wiesen-Knöterich und Wiesen-Schafgarbe nachgewiesen.

## Schutzzweck
Das NSG soll Grünland und Schwelge mit ihrem Arteninventar schützen. Wie bei allen Naturschutzgebieten in Deutschland wurde in der Schutzausweisung darauf hingewiesen, dass das Gebiet „wegen der Seltenheit, besonderen Eigenart und Schönheit des Gebietes“ zum Naturschutzgebiet wurde. Der Landschaftsplan führt zum Schutzzweck auf: „Sicherung eines erdgeschichtlich und landeskundlich interessanten Landschaftsteiles von besonderer Eigenart und hervorragender Schönheit; Erhaltung und Optimierung der Lebensbedingungen verschiedener artenreicher Lebensgemeinschaften, die sich insbesondere durch die unterschiedlichen geologischen Ausgangsbedingungen ausdifferenzieren.“